# Gare de Walygator-Parc
La gare de Walygator-Parc est une gare ferroviaire française de la ligne de Metz-Ville à Zoufftgen, située à proximité de l'entrée du parc d'attractions Walygator Grand Est, sur le territoire de la commune de Maizières-lès-Metz, dans le département de la Moselle, en région Grand Est.
C'est une halte voyageurs, mise en service en 1989 par la Société nationale des chemins de fer français (SNCF), desservie par des trains du réseau TER Grand Est.

## Situation ferroviaire
Établie à 164 mètres d'altitude, la gare de Walygator-Parc se situe au point kilométrique (PK) 167,715 de la ligne de Metz-Ville à Zoufftgen, entre les gares de Maizières-lès-Metz et de Hagondange.

## Histoire
La halte ferroviaire est créée en 1989 et mise en fonction le 23 avril de la même année, pour desservir le parc d'attractions. Tout comme le parc, cette halte change de nom et devient le Walygator-Parc en 2007. Un nouveau changement de nom du parc, rebaptisé Walygator Grand Est en 2020, n'a pas encore eu de conséquence sur le nom de la halte début 2021.

## Fréquentation
Selon les estimations de la SNCF, la fréquentation annuelle de la gare figure dans le tableau ci-dessous,.
|                     | 2022 | 2021 | 2020 | 2019  | 2018  | 2017  | 2016  | 2015  | 2012   |
| ------------------- | ---- | ---- | ---- | ----- | ----- | ----- | ----- | ----- | ------ |
| Nombre de voyageurs | 8555 | 6243 | 4923 | 7 365 | 6 985 | 5 583 | 3 260 | 6 588 | 13 200 |

## Service des voyageurs

### Accueil
Halte de la SNCF, c'est un point d'arrêt non géré (PANG).
Une passerelle permet l'accès au parc, la traversée des voies et le passage d'un quai à l'autre.

### Desserte
Walygator-Parc était desservie par des trains TER Grand Est, qui effectuent des missions entre les gares : de Nancy-Ville et de Luxembourg ; de Metz-Ville et de Hagondange, ou de Thionville ; de Metz-Ville et de Conflans - Jarny, ou de Verdun.

### Intermodalité
Elle permet un accès direct au parc d'attractions.